# Stichopogon dorsatus
Stichopogon dorsatus là một loài ruồi trong họ Asilidae. Stichopogon dorsatus được Becker miêu tả năm 1915. Loài này phân bố ở vùng Cổ Bắc giới.